# Bloqueador dos canais de cálcio
Bloquedores dos canais de cálcio ou antagonistas do cálcio são um grupo de fármacos utilizado no tratamento de algumas doenças cardiovasculares como taquiarritmia, angina de Prinzmetal e hipertensão. Atuam como vasodilatadores, reduzem a frequência cardíaca e desaceleram a condução aurículo-ventricular (AV). Representam a quarta classe de antiarrítmicos.

## Tipos
Podemos distinguir três classes dentro deste grupo de medicamentos:
- Dihidropiridinas: são as que mais actuam na célula muscular lisa. Diminuem as resistências vasculares periféricas mas infelizmente actuam poderosamente no sistema venoso aumentando o "pooling venoso" (acumulação de sangue nas veias). Ao produzirem dilatação periférica provocam taquicardia reflexa e podem desencadear crises de extrassistoles e taquiarritmias. Isto vai aumentar o consumo de oxigénio pelo miocárdio e agravar uma angina de peito
  - Amlodipina, Felodipina, Isradipina, Lercanidipina, Manidipina, Nicardipina, Nifedipino, Nitrendipina, Nimodipina, Nisoldipina

- Fenilalquilaminas: mais selectivas dos canais de cálcio a nível do músculo cardíaco e do sistema de condução, tem pouca acção a nível vascular
  - Verapamilo: mais antigo e conhecido mundialmente, Gallopamil

- Benzotiazepinas: cujo efeito se situa entre os dois precedentes. Actua bem sobre a doença coronária. É também vasodilatador e provoca com muita frequência edema dos membros inferiores.
  - Diltiazem: Aumenta a capacidade de exercício e previne lesões após angioplastia. Útil para anginas avançadas como a Angina de Pritzmetal.[2]

## Indicações
- Angina pectoris: reduzem o consumo de oxigênio pelo miocárdio e provocam dilatação das coronárias.
- Arritmias cardíacas, principalmente as extrassístoles supraventriculares e a  taquicardia supraventricular.
- Isquemia após infarto do miocárdio, sem insuficiência cardíaca congestiva.
- Hipertensão arterial
- Miocardiopatia dilatada idiopática

Alguns fármacos do grupo melhoram a asma (são leves broncodilatadores) e a migrânea causada por hipertensão. O verapamilo é o mais útil no tratamento das extrassístoles supra-ventriculares e pode assim diminuir a frequência dos surtos de fibrilhação auricular paroxística desencadeada por extrassístoles, se bem que não tenha qualquer ação no tratamento da fibrilhação auricular propriamente dita. Raramente o verapamilo produz edema dos membros inferiores mas também tem pouco efeito nas coronariopatias.
O diltiazem é o mais aconselhado nos pacientes com doença coronária prévia. Têm sido muito utilizados no tratamento da hipertensão arterial devido ao seu efeito vasodilatador, como já foi dito há restrições ao seu uso. Os mais activos a nível da célula muscular podem desencadear taquicardias, edemas e aumento do consumo de oxigénio pelo miocárdio.

## Mecanismo de Ação
Como o nome do grupo indica, bloqueiam os canais de entrada do cálcio das membranas celulares, particularmente as excitáveis como os miócitos. Cada canal tem vários receptores diferentes e cada classe de fármacos aparentemente atua num deles. O bloqueio de grande percentagem dos canais existentes numa célula leva à diminuição da sua excitabilidade e contractibilidade, porque é o influxo de cálcio que ativa a interação da actina e miosina (proteínas contrácteis do músculo) para que a contração muscular ocorra. O período de relaxamento é prolongado, o que leva à diminuição da frequência cardíaca e diminuição velocidade da condução do estímulo eléctrico  fisiológico pelo nodo AV e secundariamente por todo o miocárdio. O músculo liso é afetado da mesma forma. 
O músculo estriado esquelético não é tão afetado pois a sua contração depende mais do cálcio armazenado dentro da célula em vesículas de REL do que do cálcio extracelular.

## Efeitos Adversos
- Flushing, cefaleias, obstipação por diminuição do peristaltismo intestinal, edema provocado pela dilatação venosa, que pode ser grave em caso de doença varicosa.
- Hipotensão ortostática severa sobretudo na pessoa idosa.
- Bradicardia e por vezes taquicardia reflexa (dihidropiridinas)
- Pode agravar a insuficiência cardíaca e é evitado o seu uso em doentes com cardiomiopatia.
- Em altas doses parada cardíaca sobretudo se a administração for feita por via endovenosa.
- Hiperplasia gengival.

Os fármacos dessa categoria que não são diidropiridinas não devem ser associadas aos beta bloqueantes devido aos efeitos que ambos têm sobre a diminuição da contractilidade e da condução cardíacas